# 1146
Il 1146 (MCXLVI in numeri romani) è un anno  del XII secolo.

## Eventi
- Caduta della Contea di Edessa che causa la seconda crociata

Muoiono il 26 aprile i Santi Guglielmo e Pellegrino d'Antiochia, padre e figlio, compatroni della Città di Foggia.

## Nati
- Giraldus Cambrensis, religioso, scrittore e storico gallese († 1223)

## Morti
- 2 gennaio - Airaldo, vescovo cattolico italiano
- 20 gennaio - Marica Vladimirovna, principessa russa
- 5 febbraio - Zafadola, nobile
- 21 marzo - Giovanni di Valence, vescovo cattolico e santo francese
- 29 marzo - Michele V di Alessandria, vescovo cristiano orientale egiziano
- 8 aprile - Diepoldo III di Vohburg, nobile tedesco (n. 1075)
- 14 aprile - Gertrude di Sulzbach, nobile tedesca
- 29 maggio - Egilberto di Bamberga, vescovo cattolico tedesco (n. 1065)
- 1º giugno - Ermengarda d'Angiò, nobile francese
- 6 giugno - Falcone, abate italiano
- 19 giugno - Gregorio, vescovo cattolico italiano
- 1º agosto - Vsevolod II di Kiev, principe (n. 1104)
- 27 agosto - Eric III di Danimarca, re danese
- 14 settembre - Zengi, generale turco
- 15 settembre - Alano di Penthièvre, nobile francese
- Elena di Rascia, regina (n. 1109)
- Pietro Papareschi, cardinale italiano
- Ragnall Thorgillsson, re

## Calendario
| Calendario 1146 | Calendario 1146 | Calendario 1146 | Calendario 1146 | Calendario 1146 | Calendario 1146 | Calendario 1146 | Calendario 1146 | Calendario 1146 | Calendario 1146 | Calendario 1146 | Calendario 1146 | Calendario 1146 | Calendario 1146 | Calendario 1146 | Calendario 1146 | Calendario 1146 | Calendario 1146 | Calendario 1146 | Calendario 1146 | Calendario 1146 | Calendario 1146 | Calendario 1146 | Calendario 1146 | Calendario 1146 | Calendario 1146 | Calendario 1146 | Calendario 1146 | Calendario 1146 | Calendario 1146 | Calendario 1146 | Calendario 1146 | Calendario 1146 |
| --------------- | --------------- | --------------- | --------------- | --------------- | --------------- | --------------- | --------------- | --------------- | --------------- | --------------- | --------------- | --------------- | --------------- | --------------- | --------------- | --------------- | --------------- | --------------- | --------------- | --------------- | --------------- | --------------- | --------------- | --------------- | --------------- | --------------- | --------------- | --------------- | --------------- | --------------- | --------------- | --------------- |
|                 | 1               | 2               | 3               | 4               | 5               | 6               | 7               | 8               | 9               | 10              | 11              | 12              | 13              | 14              | 15              | 16              | 17              | 18              | 19              | 20              | 21              | 22              | 23              | 24              | 25              | 26              | 27              | 28              | 29              | 30              | 31              |                 |
| Gennaio         | Ma              | Me              | Gi              | Ve              | Sa              | Do              | Lu              | Ma              | Me              | Gi              | Ve              | Sa              | Do              | Lu              | Ma              | Me              | Gi              | Ve              | Sa              | Do              | Lu              | Ma              | Me              | Gi              | Ve              | Sa              | Do              | Lu              | Ma              | Me              | Gi              |                 |
| Febbraio        | Ve              | Sa              | Do              | Lu              | Ma              | Me              | Gi              | Ve              | Sa              | Do              | Lu              | Ma              | Me              | Gi              | Ve              | Sa              | Do              | Lu              | Ma              | Me              | Gi              | Ve              | Sa              | Do              | Lu              | Ma              | Me              | Gi              |                 |                 |                 |                 |
| Marzo           | Ve              | Sa              | Do              | Lu              | Ma              | Me              | Gi              | Ve              | Sa              | Do              | Lu              | Ma              | Me              | Gi              | Ve              | Sa              | Do              | Lu              | Ma              | Me              | Gi              | Ve              | Sa              | Do              | Lu              | Ma              | Me              | Gi              | Ve              | Sa              | Do              |                 |
| Aprile          | Lu              | Ma              | Me              | Gi              | Ve              | Sa              | Do              | Lu              | Ma              | Me              | Gi              | Ve              | Sa              | Do              | Lu              | Ma              | Me              | Gi              | Ve              | Sa              | Do              | Lu              | Ma              | Me              | Gi              | Ve              | Sa              | Do              | Lu              | Ma              |                 |                 |
| Maggio          | Me              | Gi              | Ve              | Sa              | Do              | Lu              | Ma              | Me              | Gi              | Ve              | Sa              | Do              | Lu              | Ma              | Me              | Gi              | Ve              | Sa              | Do              | Lu              | Ma              | Me              | Gi              | Ve              | Sa              | Do              | Lu              | Ma              | Me              | Gi              | Ve              |                 |
| Giugno          | Sa              | Do              | Lu              | Ma              | Me              | Gi              | Ve              | Sa              | Do              | Lu              | Ma              | Me              | Gi              | Ve              | Sa              | Do              | Lu              | Ma              | Me              | Gi              | Ve              | Sa              | Do              | Lu              | Ma              | Me              | Gi              | Ve              | Sa              | Do              |                 |                 |
| Luglio          | Lu              | Ma              | Me              | Gi              | Ve              | Sa              | Do              | Lu              | Ma              | Me              | Gi              | Ve              | Sa              | Do              | Lu              | Ma              | Me              | Gi              | Ve              | Sa              | Do              | Lu              | Ma              | Me              | Gi              | Ve              | Sa              | Do              | Lu              | Ma              | Me              |                 |
| Agosto          | Gi              | Ve              | Sa              | Do              | Lu              | Ma              | Me              | Gi              | Ve              | Sa              | Do              | Lu              | Ma              | Me              | Gi              | Ve              | Sa              | Do              | Lu              | Ma              | Me              | Gi              | Ve              | Sa              | Do              | Lu              | Ma              | Me              | Gi              | Ve              | Sa              |                 |
| Settembre       | Do              | Lu              | Ma              | Me              | Gi              | Ve              | Sa              | Do              | Lu              | Ma              | Me              | Gi              | Ve              | Sa              | Do              | Lu              | Ma              | Me              | Gi              | Ve              | Sa              | Do              | Lu              | Ma              | Me              | Gi              | Ve              | Sa              | Do              | Lu              |                 |                 |
| Ottobre         | Ma              | Me              | Gi              | Ve              | Sa              | Do              | Lu              | Ma              | Me              | Gi              | Ve              | Sa              | Do              | Lu              | Ma              | Me              | Gi              | Ve              | Sa              | Do              | Lu              | Ma              | Me              | Gi              | Ve              | Sa              | Do              | Lu              | Ma              | Me              | Gi              |                 |
| Novembre        | Ve              | Sa              | Do              | Lu              | Ma              | Me              | Gi              | Ve              | Sa              | Do              | Lu              | Ma              | Me              | Gi              | Ve              | Sa              | Do              | Lu              | Ma              | Me              | Gi              | Ve              | Sa              | Do              | Lu              | Ma              | Me              | Gi              | Ve              | Sa              |                 |                 |
| Dicembre        | Do              | Lu              | Ma              | Me              | Gi              | Ve              | Sa              | Do              | Lu              | Ma              | Me              | Gi              | Ve              | Sa              | Do              | Lu              | Ma              | Me              | Gi              | Ve              | Sa              | Do              | Lu              | Ma              | Me              | Gi              | Ve              | Sa              | Do              | Lu              | Ma              |                 |